# Турнир Кончиты Мартинес
Trofeo Hinaco-Monzón — женский профессиональный международный теннисный турнир, проходящий в конце весны в Монсоне (Испания) на хардовых кортах. С 2013 года относится к женской взрослой серии ITF с призовым фондом 10 тысяч долларов и турнирной сеткой, рассчитанной на 32 участницы в одиночном разряде и 16 пар.

## Общая информация
Титулованная испанская теннисистка Кончиты Мартинес проводит в своём родном городе соревнование женского тура ITF c 2003 года. Приз традиционно проводится весной.
В зависимости от финансовых возможностей организаторов монсонское соревнование за свою историю не имела стабильного призового фонда: к 2007 году он достиг 75 тысяч долларов, продержавшись в таком виде несколько лет. С 2011 года, параллельно с общими проблемами с финансированием женских турниров в стране, монсонский приз также стал уменьшать свои призовые: сначала уменьшив свой фонд на треть, а потом и с трудом набирая минимальное финансирование.

## Финалы разных лет
| Год  | Чемпионка             | Финалистка               | Счёт        |
| ---- | --------------------- | ------------------------ | ----------- |
| 2015 | Хеорхина Гарсия-Перес | Кристина Санчес-Кинтанар | 6-4 6-2     |
| 2014 | Янина Толян           | Мария Хосе Луке Морено   | 6-3 5-7 6-0 |
| 2013 | Полина Виноградова    | Нурия Паррисас-Диас      | 6-1 6-1     |
| 2011 | Петра Цетковская      | Кирстен Флипкенс         | 5-7 6-4 6-2 |
| 2010 | Анастасия Екимова     | Зузана Кучова            | 6-4 4-6 6-3 |
| 2009 | Кимико Датэ-Крумм     | Александра Дулгеру       | 7-5 6-2     |
| 2008 | Петра Квитова         | Янина Викмайер           | 2-6 6-4 7-5 |
| 2007 | Лилия Остерло         | Анжелика Кербер          | 6-3 7-6(4)  |
| 2006 | Диана Оспина          | Аманда Кин               | 6-4 6-2     |
| 2005 | Алёна Антипина        | Анжелика Кербер          | 6-3 6-3     |
| 2004 | Марта Фрага-Перес     | Алинор Трисерри          | 6-0 6-4     |
| 2003 | Фредерика Пиедаде     | Кильдин Шевалье          | 6-4 6-3     |

| Год  | Чемпионки                                      | Финалистки                                       | Счёт              |
| ---- | ---------------------------------------------- | ------------------------------------------------ | ----------------- |
| 2015 | Хеорхина Гарсия-Перес Ольга Паррес-Аскойтиа    | Башак Эрайдын Франческа Стефенсон                | 6-4 6-2           |
| 2014 | Ариадна Марти Рьембау Марта Сексимило Паскуаль | Джулия Суссарелло Янина Толян                    | 4-6 6-4 [10-5]    |
| 2013 | Татьяна Буа Лусия Сервера-Васкес               | Арабела Фернандес-Рабенер Яна Сизикова           | 4-6 7-5 [10-6]    |
| 2011 | Елена Бовина Валерия Савиных                   | Маргалита Чахнашвили Ивана Лисяк                 | 6-1 2-6 [10-4]    |
| 2010 | Александра Дулгеру Тамарин Танасугарн          | Яюк Басуки Риза Заламеда                         | 6-2 6-0           |
| 2009 | Чэнь И Весна Манасиева                         | Альберта Брианти Маргалита Чахнашвили            | 2-6 6-4 [10-8]    |
| 2008 | Рика Фудзивара Эммануэль Гальярди              | Мария Хосе Мартинес Санчес Аранча Парра Сантонха | 1-6 7-6(5) [10-8] |
| 2007 | Эстрелья Кабеса Кандела Мария-Эмилия Салерни   | Ирина Курьянович Весна Манасиева                 | 6-2 6-1           |
| 2006 | Моника Адамчак Аннетта Колб                    | Ольга Брозда Евгения Савранская                  | 7-5 6-3           |
| 2005 | Алёна Антипина (2) Сурина де Бер               | Петра Цетковская Габриэла Веласко-Андреу         | 7-5 7-5           |
| 2004 | Лариса Карвальо Неуза Сильва                   | Жоана Кортес Марина Таварес                      | 6-2 6-4           |
| 2003 | Алёна Антипина Раиса Гуревич                   | Лиана-Габриэла Балач Кильдин Шевалье             | 3-6 7-5 6-1       |